# Веронік Местер
Веронік Местер (нід. Veronique Meester, нар. 7 квітня 1995, Амстердам) — нідерландська веслувальниця, олімпійська чемпіонка 2024 року, срібна призерка Олімпійських ігор 2020 року, триразова чемпіонка Європи.

## Виступи на Олімпіадах
| Олімпіада  | Дисципліна | Місце |
| ---------- | ---------- | ----- |
| Токіо 2020 | четвірки   | 2     |
| Париж 2024 | двійки     | 1     |